# Vicarage Road
A Vicarage Road egy stadion Watfordban, Angliában. A Premier League-ben szereplő Watford otthona, melynek befogadóképessége 22 200 fő.

## Története
A stadion 1922 óta a Watford FC otthona, mikor a csapat ideköltözött a Cassio Roadról. A pályát Charles Healey nyitotta meg 1922. augusztus 30-án a Millwall elleni mérkőzés előtt. Megnyitása óta a stadion otthont adott a Wealdstone FC-nek 1991 és 1993 között, illetve a Saracens rögbicsapatnak 1997-től, mikor a Copthall Stadionba költöztek 2013 februárjában.
Miután 2002 januárjában a Watford megvásárolta a stadiont a Benskinstől, pénzügyi problémák miatt a csapatnak szinte rögtön el kellett adnia azt és kibérelni. Ezt követően a „Vásároljuk vissza a Vicet” kampánynak köszönhetően a rajongók adományaival, amelyek közé tartozott Elton John a stadionban tartott koncertjének jegybevételei, a csapat 2004 szeptemberében visszavásárolta azt.
2011. szeptember 1-én itt tartották az U21-es Európa-bajnokság selejtezőjét Azerbajdzsán ellen, ahol az angol válogatott 6–0 arányban nyert, Craig Dawson, Henri Lansbury, Jordan Henderson és Martyn Waghorn góljaival, 7738 néző előtt.

## Lelátók
- Vicarage Road Stand
- The Rookery Stand
- The Graham Taylor Stand (korábban: Sir Stanley Rous Stand)[7]
- The Sir Elton John Stand (korábban: Main Stand)[8]